# 国立公共服务大学
国立公共服务大学 (匈牙利語：Nemzeti Közszolgálati Egyetem；英语：National University of Public Service) 是位于匈牙利布达佩斯的一所高等教育机构，成立于2012年。

## 历史沿革
该大学于2012年1月1日正式成立，由Zrínyi Miklós国防大学（成为军事科学和军官培训学院）、警察学院（成为执法学院）和布达佩斯考文纽斯大学的公共管理学院（成为公共管理学院）合并而成。除了这些学院之外，大学正在启动其第四个学院，即欧洲和国际研究学院。
该大学的主要目标是通过学士和硕士课程培养未来的公共行政官员、军事和执法人员，通过进一步的培训课程培养在职公共服务人员的技能和专业知识，同时通过博士课程、联合会议和讲师的个人研究活动，发挥公共服务智库的作用。

## 国际合作
该大学是欧洲公共行政学院(EIPA)、中欧和东欧公共行政学院和学校网络(NISPAcee)、 欧洲警察学院协会(AEPC)、欧洲警察学院(CEPOL)、欧洲安全与国防学院(ESDC)等成员。此外，大学与北约国防学院 (NDC) 和乔治C.马歇尔欧洲安全研究中心(GCMC)有合作关系，是弗罗茨瓦夫大学法学院的合作伙伴。学生可以参加Erasmus+计划。